# Southease
Southease est un village et une paroisse civile du district de Lewes, dans le Sussex de l'Est, Angleterre.
Southease se situe à 5 km au sud de Lewes, sur la route de Lewes à Newhaven, et sur la rive occidentale de la rivière Ouse. Le village est desservi par la gare de Southease, ouverte en 1906.
Le pont du Southease est un monument classé Grade II.